# Шабалтас, Иван Михайлович
Ива́н Миха́йлович Шабалта́с (род. 20 июня 1954, с. Черкасская Лозовая, Дергачёвский район, Харьковская область, Украинская ССР, СССР) — советский и российский актёр театра и кино. Народный артист Российской Федерации (2015).

## Биография
Иван Шабалтас родился 20 июня 1954 года в селе Черкасская Лозовая Дергачёвского района Харьковской области (Украинская ССР).
В 1978 году окончил Государственный институт театрального искусства имени А. В. Луначарского (ГИТИС) в Москве. В этом же году был принят в труппу Московского драматического театра имени М. Н. Ермоловой.
С 1980 года служит в Московском драматическом театре на Малой Бронной. Первые годы работы в театре и сыгранные роли в спектаклях А. В. Эфроса, А. Л. Дунаева и других режиссёров, выдвинули Шабалтаса в ряд ведущих актёров театра. За четверть века им сыграно более 70 ролей классического и современного репертуара.

## Творчество

### Роли в театре

#### Московский драматический театр на Малой Бронной
- «Страсти по Торчалову» — Стёпа
- «Нижинский, сумасшедший божий клоун» — Кокто, Доктор Блейер
- «Портрет Дориана Грея» — Безил Холлуорд
- «Калигула» — Херея
- «Солдатами не рождаются» — Барабанов
- «Три сестры» — Андрей
- «Воспоминание» — Денис Леонидович
- «Врачи» — Мундир второй
- «Жорж Данден, или Одураченный муж» — Жорж Данден
- «Вы чьё, старичьё?» — Валериан
- «Левый мастер» — Толя Гасюк
- «Пианино в траве» — Луи
- «Путешествие без багажа» — Гастон
- «Нежданный гость» — Старкведдер
- «Неугомонный дух» — Чарльз Кэндэмин
- «Жиды города Питера» — Базарин
- «LIBERTIN» — Дидро

### Фильмография
- 1980 — Взвейтесь, соколы, орлами! — Василий Васильевич, дед / отец / внук, представитель цирковой династии
- 1980 — Синдикат-2 (серия № 5) — репортёр газеты «Гудок»
- 1981 — Крупный разговор — Сергей Иванович Степчак, брат Михаила
- 1983 — Месяц в деревне (телеспектакль) — Беляев
- 1983 — Молодые люди — Орфей, певец, бывший возлюбленный Ольги
- 1983 — Спокойствие отменяется — Николай Горовой
- 1984 — Неизвестный солдат — Митя Бокарев, старшина
- 1985 — Право любить — Фёдор Волохов, председатель колхоза
- 1985 — С нами не соскучишься (телеспектакль) — Борис Сафин
- 1986 — Без срока давности — Иван Денисов, жених Лены
- 1986 — Время сыновей — Зиновий Кордин
- 1986 — Дорогой Эдисон! — подрядчик строительства пансионата
- 1986 — Равняется четырём Франциям (телеспектакль) —
- 1986 — Не имеющий чина — Виктор
- 1991 — Глухомань — Сергей Опарин
- 1991 — Путана — Игорь Савицкий
- 1992 — Свободная от мужчин — Валентин Феликсович
- 1992 — Тридцатого уничтожить! — «Пятый»
- 1992 — Раскол — Иван Васильевич Бабушкин
- 1993 — Несравненная — Василий Бискупский
- 1996 — Любить по-русски 2 — Воронов, военный лётчик
- 2001 — Воровка — Борис Берестов, следователь
- 2001 — Курортный роман (серия «Жрица любви») — охранник в гостинице
- 2002 — Воровка 2 — Борис Берестов, следователь
- 2002 — Марш Турецкого (2-й сезон) — генерал Грошев
- 2002 — Пятый ангел — Владимир Тельнов
- 2003 — Удар лотоса 3. Загадка Сфинкса — Глеб Глебович
- 2003—2004 — Бедная Настя — Фридрих Иванович Мандт, придворный лекарь
- 2004 — Звездочёт — Илья Петрович Ставрогин, замдиректора и директор СВР
- 2004 — Евлампия Романова. Следствие ведёт дилетант 2 (фильм «Гадюка в сиропе») — Юрий Грызлов
- 2005 — Аэропорт (серия «Школа стюардесс») — Илья Иванович, директор учебного центра
- 2005 — Оперативный псевдоним 2 — Владимир Николаевич Нижегородцев, майор ФСБ
- 2006 — Всё включено — Карташёв, владелец сети отелей «Роза ветров»
- 2006 — Потерянные в раю — следователь
- 2006 — Марфа и её щенки — главная роль
- 2007 — Сваха — Соколов
- 2007 — Код апокалипсиса — Зимин
- 2007—2008 — Принцесса цирка — Андрей Мальковцев, адвокат
- 2008 — Адмиралъ — Сергей Сергеевич Погуляев
- 2008 — Осенний детектив — Виктор Григорьевич Шилов
- 2008—2010 — Преступление будет раскрыто — Сергей Борисович Прибылов, подполковник юстиции, начальник следователя Глухарёвой
- 2009 — Безмолвный свидетель 3 — Андрей Петрович Буров, следователь по особо важным делам
- 2009 — Адмиралъ (сериал) — Сергей Сергеевич Погуляев
- 2009 — Аннушка — Сергей, компаньон Раисы
- 2009 — Ласковый май — прокурор
- 2010 — Седьмая жертва — Сергей Борисович Прибылов, подполковник юстиции, начальник следователя Глухарёвой
- 2010 — Раскрутка — Башкатов
- 2010 — Маргоша — Геннадий Антонович Ерёмин, председатель редакционного совета журнала «Лабиринт»
- 2010 — Вы заказывали убийство — Алексей Игнатьевич Ковров, полковник спецслужб
- 2011 — Два билета в Венецию — Михаил Константинович Марченко, преподаватель
- 2011 — Кодекс чести 5 (серия «Учёный») — Джон Филд
- 2011 — Девичья охота — Алексей Владимирович Ивлев, начальник службы безопасности
- 2011 — Казнокрады (фильм № 1 «Торговая мафия») — Юрий Соколов
- 2011 — Наш космос (документальный фильм) — Сергей Павлович Королёв
- 2011 — Белый Мавр, или интимные истории о моих соседях — Николай, частный детектив
- 2012 — Джамайка — Пётр Николаевич Семашко, генерал, отец Габриэлы и Маргариты
- 2012—2013 — Анечка — Павел Ремезов
- 2013 — Человек ниоткуда — Евгений Петрович Семагин, майор
- 2013 — Вечная сказка — Николай, отец Александра
- 2013 — Легальный допинг — Роман Степанович, тренер по биатлону
- 2013 — Мелодия на два голоса — Роман Сергеевич Кудряшов, бизнесмен, отец Ирины
- 2013 — Склифосовский 3 — Николай Павлов, бывший муж Ирины Павловой
- 2014 — Склифосовский 4 — Николай Павлов, бывший муж Ирины Павловой
- 2015 — Всё только начинается — Борис Евгеньевич Шивалин, юрист
- 2017 — Склифосовский 5 — Николай Павлов, бывший муж Ирины Павловой
- 2018 — Тайны госпожи Кирсановой — Астафий Иванович Берендеев, полицмейстер
- 2022 — Художник — Алексей Степанович Петров, майор госбезопасности

## Награды
- 1996 — почётное звание «Заслуженный артист Российской Федерации» — за заслуги в области искусства[3].
- 2015 — почётное звание «Народный артист Российской Федерации» — за большие заслуги в области театрального, кинематографического и музыкального искусства[1].